# Valle del Salinas
El valle del río Salinas (Salinas Valley) es uno de los valles más importantes y productivos de California. Se encuentra en el condado de Monterrey, al oeste del valle de San Joaquín y al sur de bahía de San Francisco y el Sillicon Valley («Valle de Silicio») o valle de Santa Clara. El valle de Salinas es también famoso por su agricultura, así como sus menciones en muchas novelas de John Steinbeck novelas, como De Ratones y Hombres, y Al este del Edén.
El río Salinas, que geológicamente formó el valle fluvial y generó su historia humana, fluye hacia el noroeste a lo largo del eje principal y la longitud del valle.
El valle fue nombrado durante el período colonial español de Alta California de fines del siglo XVIII, y en castellano, una salina puede ser una marisma, un lago salado o una lago seco. El río estacional de Salinas tenía estanques salobres de tules en amplias zonas.
El valle tiene una dirección sureste—noroeste. Comienza al sur de San Ardo, bordeado por las cordilleras centrales de California, continúa hacia el noroeste, siendo definido en el oeste por la cordillera de Santa Lucía, en el este por la cordillera Gabilan, hasta su final y la desembocadura del río en la bahía de Monterrey.

## Geografía
El Valle del Salinas recorre 145 km al sureste del río Salinas que desemboca cerca de Castroville y Salinas hacia King City y San Ardo.  Ciudades del Valle del Salinas: Bradley, Castroville, Chualar, Gonzales, Greenfield, Jolon, King City,  Salinas, San Ardo, San Lucas, Soledad y Spreckels. El Valle de Salinas se encuentra entre las cadenas montañosas de Gabilan y Santa Lucía, que bordean el Valle de Salinas al este y al oeste, respectivamente.

## Historia
Antes de la colonización, el valle estaba habitado por indígenas salinos que vivían de la caza-recolección y hablaban el idioma salinero.
Las misiones coloniales españolas de San Miguel Arcángel, San Antonio de Padua y Nuestra Señora de la Soledad se fundaron en el Valle del Salinas a fines del siglo XVIII; En la última se fundó la ciudad de Soledad.

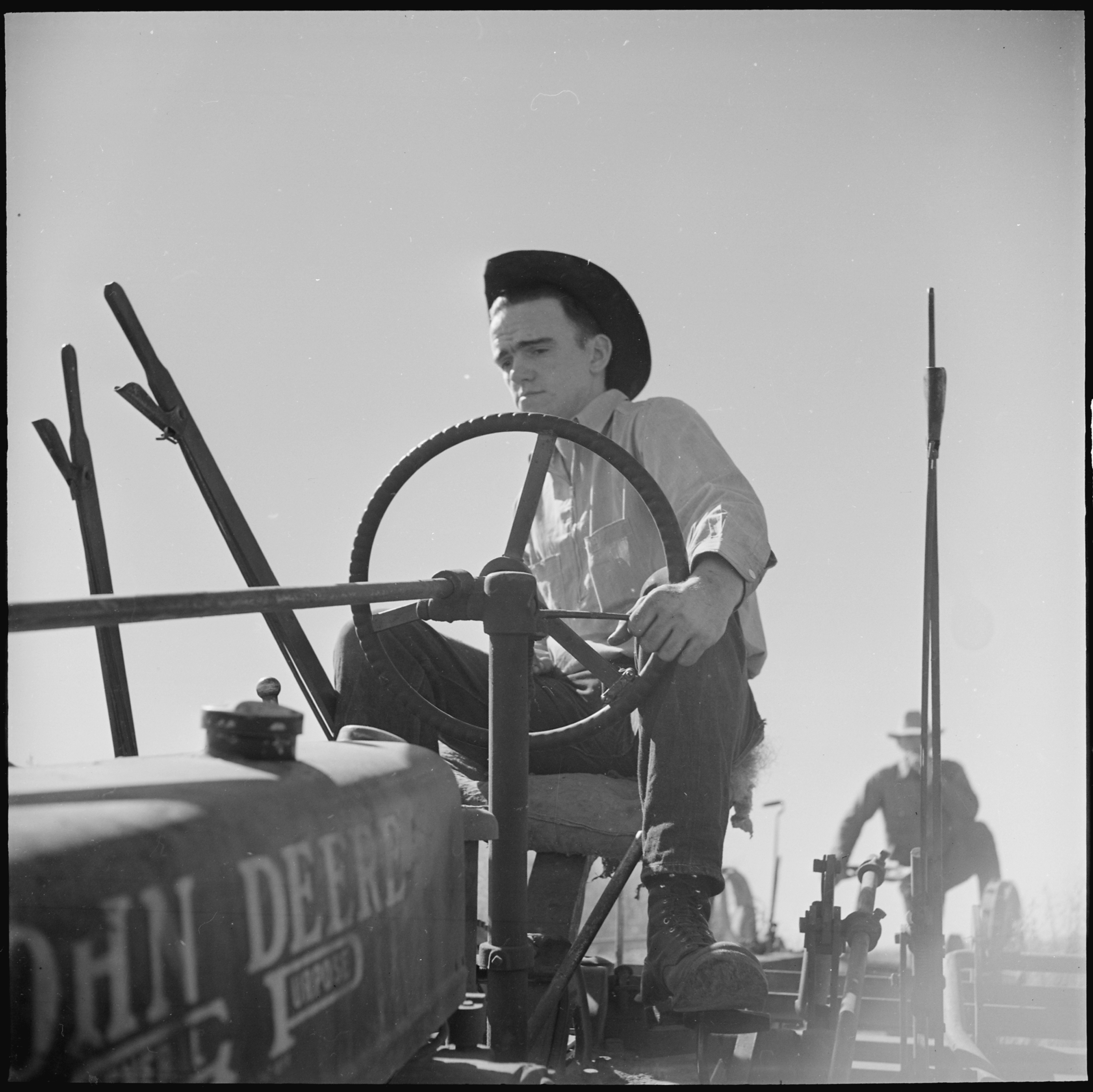
Una NYA foto que ilustra trabajadores de granja joven y la mecanización de agricultura.

El sector de la agricultura comercial de la era del Dust Bowl es el telón de fondo de varias historias de John Steinbeck que incluyen Al este del Edén, Tortilla Flat, De Ratones y Hombres, Los Crisantemos, y Johnny Bear.
En un cruce ferroviario a una milla al sur de Chualar, un autobús que transportaba trabajadores migrantes mexicanos chocó con un tren en septiembre de 1963, matando a 32 pasajeros e hiriendo a 25. Fue el accidente de tráfico más grave en la historia de los Estados Unidos y ayudó a impulsar la abolición del Programa Bracero. La parte de la Ruta 101 donde ocurrió el accidente se llamó Bracero Memorial Highway en el 50 aniversario del accidente en 2013. En ese momento, dos sobrevivientes del accidente aún estaban vivos.

## Agricultura
La agricultura domina la economía del valle. Los promotores llaman al Valle del Salinas la ensaladera del mundo por la producción de lechuga, brócoli, pimientos y muchos otros cultivos. El clima y la larga temporada de crecimiento también son ideales para la industria de las flores y los viñedos plantados por viticultores de fama mundial.
En particular, una gran mayoría [cita requerida] de las verduras de ensalada consumidas en los Estados Unidos se cultivan dentro de esta región. Las fresas, lechugas, tomates y espinacas son los cultivos dominantes en el valle. Otros cultivos incluyen brócoli, coliflor, uvas, alcachofas y apio. Debido a la intensidad de la agricultura local, el área se ha ganado el apodo de Ensaladera de América (America's Salad Bowl). La economía de las flores ahora está dominada por el vivero Matsui Nursery, que ha sido un gran benefactor filantrópico para Salinas.
El valle de Salinas es también un área vitivinícola importante. Tres asociaciones del Área Vitivinícola Americana (American Viticultural Area, AVA) se encuentran en del Valle de Salinas: el Arroyo Seco AVA, el Santa Lucia Highlands AVA y el Monterey AVA.
Aunque la agricultura forma una base económica, más de 100 empresas manufactureras consideran a Salinas su hogar. Algunos de los empleadores más grandes en el área incluyen: Dole Fresh Vegetable, el Condado de Monterrey y Salinas Valley Memorial Hospital.